# سیارک ۲۲۰۰۳
سیارک ۲۲۰۰۳ (به انگلیسی: 22003 Startek، نامگذاری:1999XO42) بیست و دو هزار و سومین سیارک کشف شده‌است که در ۷ دسامبر ۱۹۹۹ کشف شد.
قدر مطلق سیارک برابر ۱۸.۶ است.